# Мітчик

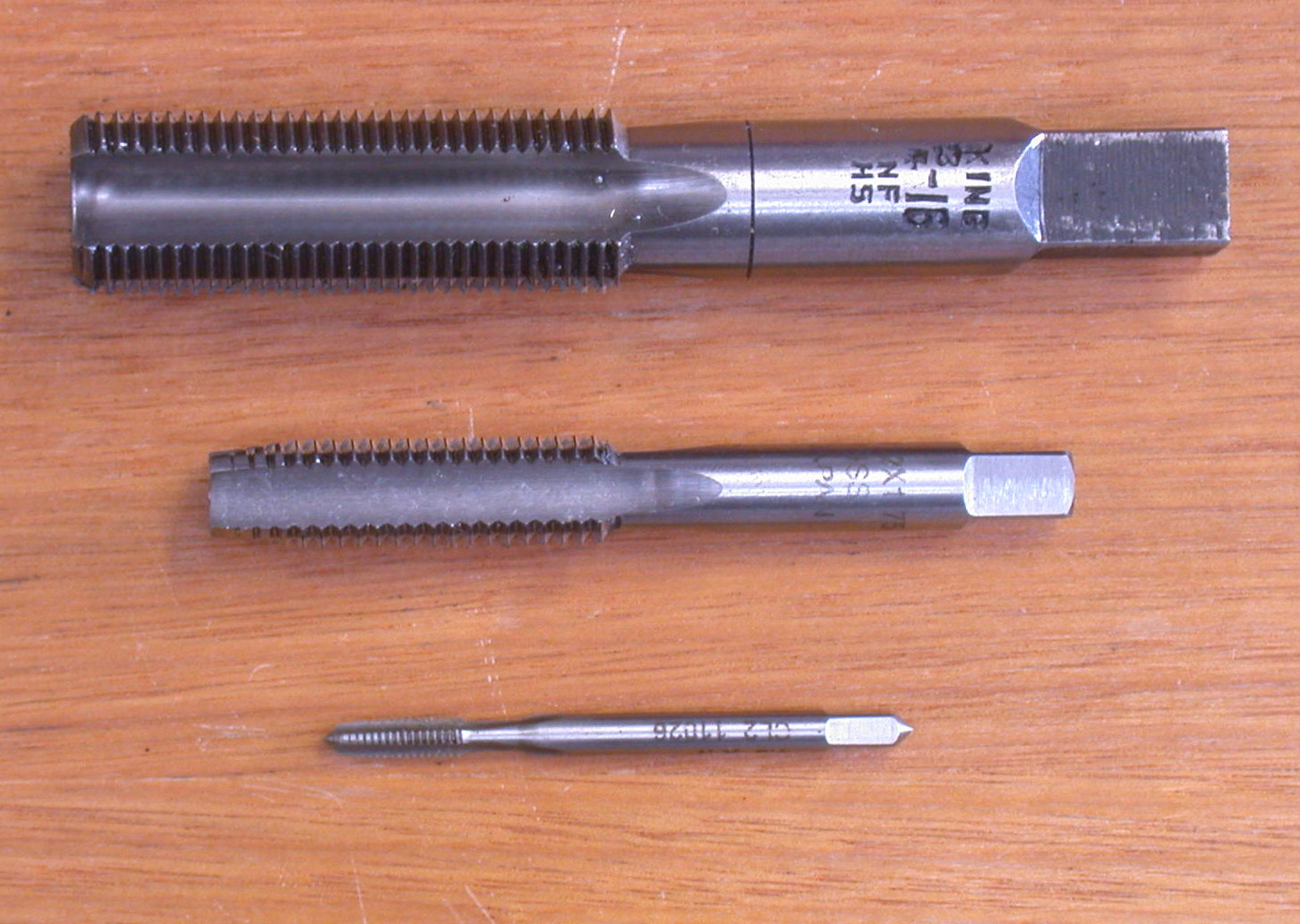
Мітчики, зверху вниз: машинний № 2, машинний № 1, слюсарний

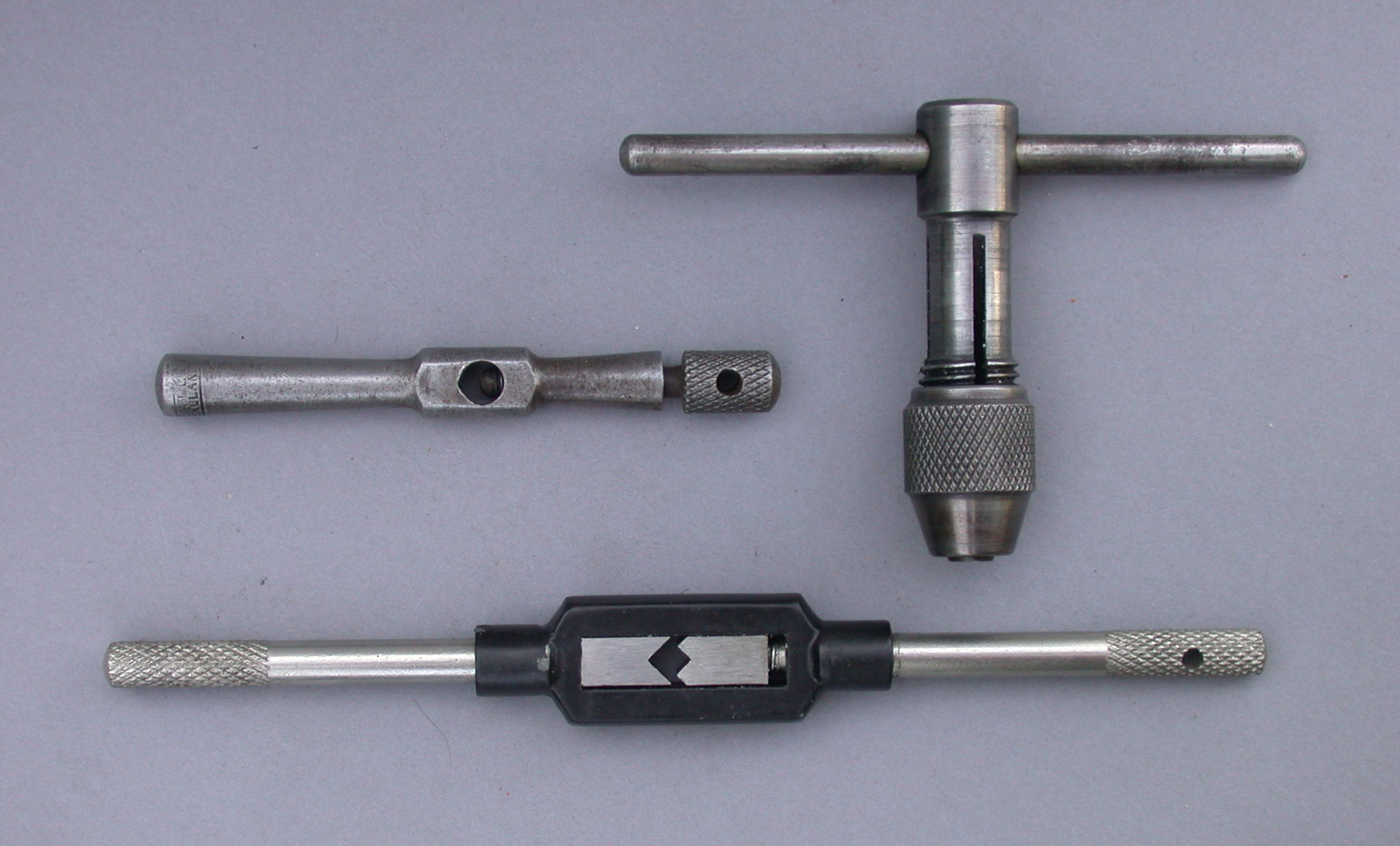
Мітчикотримачі

Мітчик — різальний інструмент, призначений для нарізання внутрішньої різьби в глухих та наскрізних отворах.

## Будова  мітчика
Мітчик складається з робочої частини і хвостовика.
Робоча частина – це гвинтз кількома поздовжніми канавками. Вона призначена для нарізування різьби, складається із  забірної (різальної) і калібруючої (напрямної) частин. Також є повздовжні канавки для утворення різальних пер з різальними кромками ірозміщення стружки під час нарізання різьби.
Хвостовик призначений для закріплення мітчика в патроні (токарного, свердлильного верстата) або у воротку під час роботи.
Хвостовик ручного мітчика завершується квадратом, який призначений для закріплення мітчика у воротку.
Виготовляють мітчики з сталі (вуглецевої, легованої, швидкорізальної).
Ручні (слюсарні) мітчики для нарізування різьби виготовляють у комплекті з трьох штук. Номер мітчика в комплекті позначають коловими рисками на мітчику. На першому мітчику одна риска, на другому - дві і т.д.  Першим і другим мітчиками нарізують різьбу попередньо (чорнова обробка), а третім надають їй остаточних розмірів і форми  (чистова обробка) 

## Види мітчиків
Мітчики  поділяються  залежно від профілю нарізуваної різьби - для метричної, дюймової, трубної різьб.
За різьбою мітчики поділяються на ліві та праві, метричні та дюймові. За призначенням розрізняють такі види мітчиків:
- ручні (слюсарні, для нарізання різьби вручну за допомогою воротка);
- машинні (для нарізання різьби машинним способом);
- гайкові (для нарізання різьби у гайках);
- плашкові (для нарізання різьби у плашках)
- машинно-ручні

Машинні мітчики є багатопрохідними — нарізання різьби виконується в кілька проходів (звичайно 2-3) мітчиками різних номерів. Слюсарні мітчики — однопрохідні.

## Свердління під нарізання різьби
| Діаметр та крок різьби | Діаметр отвору, мм (сталь) | Діаметр отвору, мм (латунь) | Діаметр стрижня, мм |
| ---------------------- | -------------------------- | --------------------------- | ------------------- |
| M1 × 0,25              | 0,8                        | 0,75                        | 0,97                |
| M2 × 0,4               | 1,7                        | 1,6                         | 1,94                |
| M3 × 0,5               | 2,5                        | 2,4                         | 2,94                |
| M4 × 0,7               | 3,3                        | 3,2                         | 3,92                |
| M5 × 0.8               | 4,2                        | 4,1                         | 4,92                |
| M6 × 1.0               | 5,0                        | 4,8                         | 5,92                |
| M8 × 1,25              | 6,7                        | 6,5                         | 7,90                |
| M10 × 1,5              | 8,4                        | 8,2                         | 9,90                |
| M12 × 1,75             | 10                         | 9,9                         | 11,88               |
| M16 × 2,0              | 13,75                      | 13,5                        | 15,88               |
|                        |                            |                             |                     |

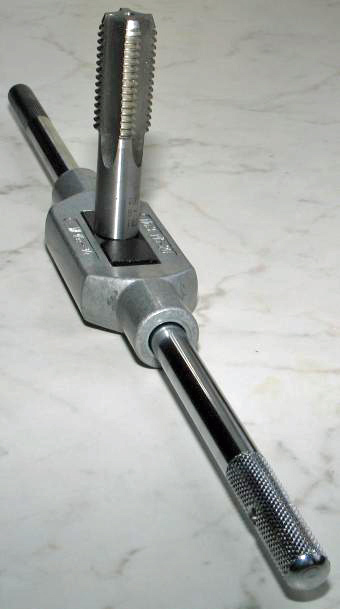
Ручний мітчик в мітчикотримачі

Діаметри свердл для отворів під нарізання метричної різьби, мм  (ДСТ 19257 – 73)
| Номінальний розмір різьби | Крок різьби         | Діаметр свердла        | Номінальний розмір різьби | Крок різьби              | Діаметр свердла                     | Номінальний розмір різьби | Крок різьби        | Діаметр свердла                     |
| 2                         | 0,25 0,4            | 1,75 1,6               | 12                        | 0,5 0,75 1 1,25 1,5 1,75 | 11,50 11,25 11,00 10,80 10,50 10,20 | 30                        | 0,75 1 1,5 2 3 3,5 | 29,25 29,00 28,50 28,00 27,00 26,50 |
| 2,5                       | 0,35 0,45           | 2,15 2,05              | 12                        | 0,5 0,75 1 1,25 1,5 1,75 | 11,50 11,25 11,00 10,80 10,50 10,20 | 30                        | 0,75 1 1,5 2 3 3,5 | 29,25 29,00 28,50 28,00 27,00 26,50 |
| 3                         | 0,35 0,5            | 2,65 2,5               | 12                        | 0,5 0,75 1 1,25 1,5 1,75 | 11,50 11,25 11,00 10,80 10,50 10,20 | 30                        | 0,75 1 1,5 2 3 3,5 | 29,25 29,00 28,50 28,00 27,00 26,50 |
| 4                         | 0,5 0,7             | 3,5 3,3                | 16                        | 0,5 0,75 1 1,5 2         | 15,50 15,25 15,00 14,50 14,00       | 36                        | 1 1,5 2 3 4        | 35,00 34,50 34,00 33,00 32,00       |
| 5                         | 0,5 0,8             | 4,5 4,2                | 16                        | 0,5 0,75 1 1,5 2         | 15,50 15,25 15,00 14,50 14,00       | 36                        | 1 1,5 2 3 4        | 35,00 34,50 34,00 33,00 32,00       |
| 6                         | 0,5 0,75 1          | 5,50 5,25 5,00         | 20                        | 0,5 0,75 I 1,5 2 2,5     | 19,50 19,25 19,00 18,50 18,00 17,50 | 42                        | 1 1,5 2 3 4 4,5    | 41 40,50 40,00 39,00 38,00 37,50    |
| 8                         | 0,5 0,75 1 1,25     | 7,5 7,25 7,00 6,8      | 20                        | 0,5 0,75 I 1,5 2 2,5     | 19,50 19,25 19,00 18,50 18,00 17,50 | 42                        | 1 1,5 2 3 4 4,5    | 41 40,50 40,00 39,00 38,00 37,50    |
| 8                         | 0,5 0,75 1 1,25     | 7,5 7,25 7,00 6,8      | 20                        | 0,75 1 1,5 2 3           | 23,25 23,00 22,50 22,00 21,00       | 48                        | 1 1,5 2 3 4 5      | 47,00 46,50 46,00 45,00 44,00 43,00 |
| 10                        | 0,5 0,75 1 1,25 1,5 | 9,5 9,25 9,00 8,80 8,5 | 24                        | 0,75 1 1,5 2 3           | 23,25 23,00 22,50 22,00 21,00       | 48                        | 1 1,5 2 3 4 5      | 47,00 46,50 46,00 45,00 44,00 43,00 |